# Paraphonus vicinus
Paraphonus vicinus är en insektsart som beskrevs av Lucien Chopard 1956. Paraphonus vicinus ingår i släktet Paraphonus och familjen syrsor. Inga underarter finns listade i Catalogue of Life.